# Eicha (Römhild)
Eicha ist ein Ortsteil der Stadt Römhild im Landkreis Hildburghausen in Thüringen.

## Geografie

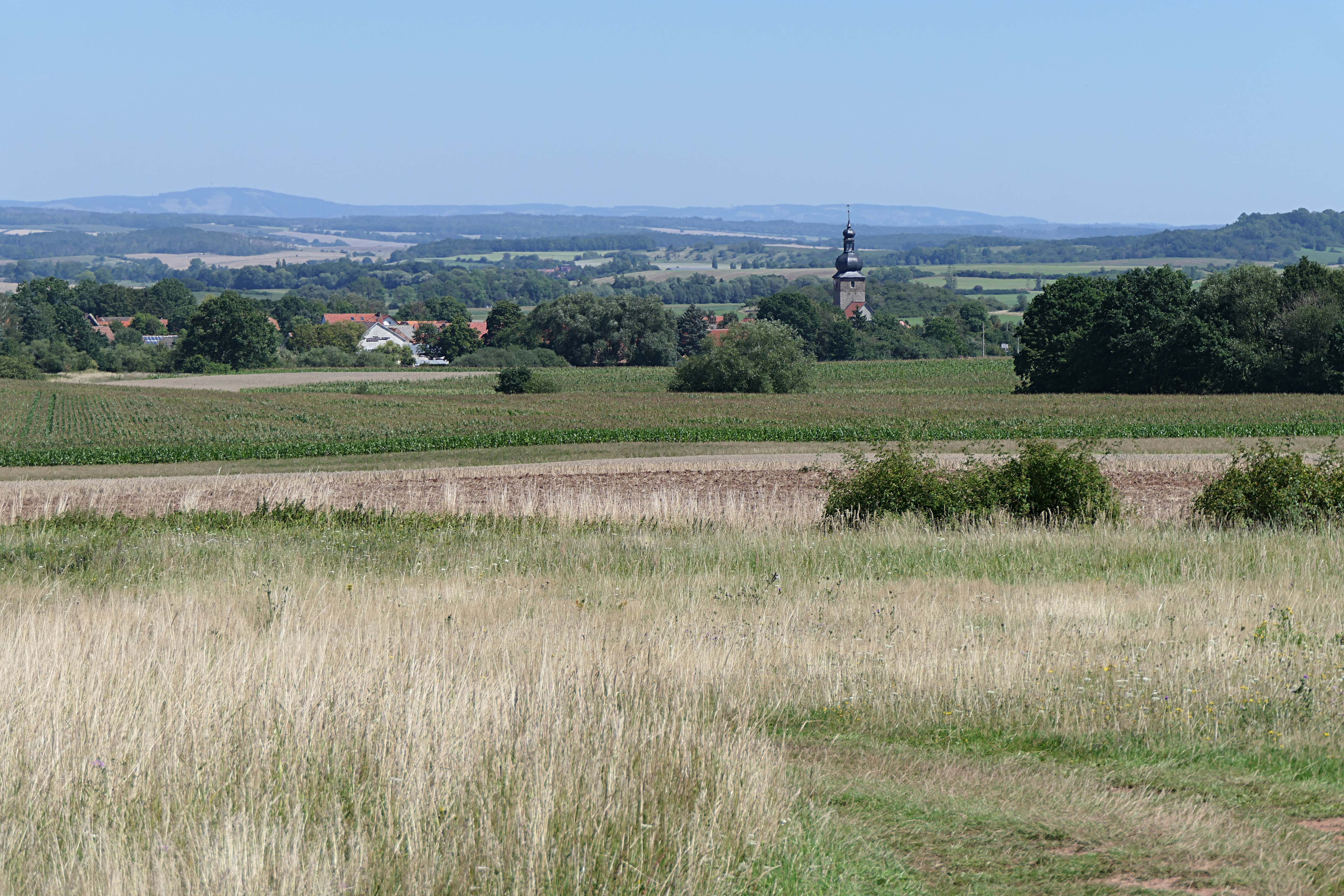
Eicha von Westen, von der NES 2 südlich Breitensee aus

Eicha liegt etwa 2500 m südwestlich von Gleichamberg und etwa 1650 m von der ehemaligen innerdeutschen Grenze zu Bayern entfernt. Die bebaute Fläche des Dorfes ist etwa 1,68 km² groß. Die nächstliegenden Orte sind Breitensee (OT von Herbstadt) im Nordwesten, Hindfeld (Ortsteil von Milz) im Norden, Linden (Ortsteil von Straufhain) im Osten und Trappstadt im Süden. Die höchsten Erhebungen im Umkreis sind der Büchelhag (346 m ü. NN) und die Einfahrtsberge (317 m ü. NN). Durch den Ort, der die Form eines Straßendorfs hat, führt die L 1131 von Trappstadt (dort noch bayrische Staatsstraße St 2283) nach Milz, von der in der Ortsmitte die L 2671 nach Linden abzweigt.

## Geschichte
1185 wurde der Ort zum ersten Mal unter dem Namen „Eichs“ erwähnt. Im 13. Jahrhundert wurde die Antoniuskapelle gegründet. Sie war damals eine Filiale des Antoniusklosters in Würzburg. 1411 wurde sie vom Grafen von Henneberg an das Antoniterkloster in Isenheim übergeben. Im Jahre 1453 wurde sie zur Klosterpfarrei erhoben, die 1497 die päpstliche Approbation erhielt.  Die heutige Kirche steht auf dem Grund der ehemaligen Pfarrei. 
Zu DDR-Zeiten lag das Dorf wegen seiner unmittelbaren Nähe zur bayrischen Grenze in der damaligen Sperrzone. Nach der Wende war das Dorf bis zum 22. März 1993 eine selbständige Gemeinde. Tags darauf ging das Dorf als ein Ortsteil in der Großgemeinde Gleichamberg auf. Im zentral gelegenen Teil von Eicha, rund um den Anger, stehen zahlreiche Fachwerkhäuser. Das Dorf gilt als Sehenswürdigkeit und steht unter Denkmalschutz.

## Sehenswertes
Am südlichen Ortsrand steht die Dorfkirche St. Antonius.

## Persönlichkeiten
Der Vater von Christian Ludwig Brehm (1787–1864), Carl August Brehm (1755–1822), stammte aus Eicha.
Artur Maul wurde 1935 in Eicha geboren.